# Грегори, Изабелла Огаста
Изабелла Огаста, леди Грегори (англ. Isabelle Augusta, Lady Gregory, имя при рождении Изабелла Огаста Перссе (англ. Isabella Augusta Persse); 15 марта 1852, Роксборо, Голуэй — 22 мая 1932, Кул-парк) — ирландская писательница, драматург и собирательница фольклора. Являлась одной из основательниц Ирландского национального театрального общества и театра Эбби, автор сборников рассказов и изданий по изучению ирландского фольклора. Бернард Шоу называл леди Грегори величайшей из ныне живущих ирландок.

## Жизнь и творчество
Изабелла Огаста Перссе была младшей дочерью в аристократической семье лендлорда англо-ирландского происхождения; её мать, Фрэнсис Барри, была родственницей Стэндиша Хайеса О’Грэди, 1-го виконта Гилмора. Владение семьи Роксборо занимало территорию в 24 км², однако поместье впоследствии, во время Ирландской гражданской войны (1922—1923) было сожжено и разграблено. Изабелла Огаста получила домашнее образование, обогащённое рассказами её ирландской воспитательницы, католички, открывшей для девочки волшебный мир кельтских легенд и преданий. Это тем более повлияло на развитие Огасты, что в родовом поместье не было библиотеки, а мать девочки, строго придерживавшаяся норм протестантизма, запрещала дочери читать романы и проч. до достижения ею 18-летия. В 1880 году Изабелла выходит замуж за сэра Уильяма Генри Грегори, бывшего губернатора Цейлона и члена парламента, владельца поместья Кул-парк близ города Горт. Сэр Уильям был на 35 лет старше своей супруги, однако обладал широкими познаниями в областях литературы и искусства, владел великолепной библиотекой, был прекрасно образован. Семья Грегори владела также домом в Лондоне и поддерживала дружеские отношения с такими выдающимися деятелями английской и ирландской культуры, как Роберт Браунинг, Уильям Батлер Йейтс, Альфред Теннисон, Генри Джеймс, Джон Эверетт Милле. Супруги Грегори имели единственного сына, Роберта, родившегося в 1881 году, служившего в британской авиации и погибшего во время Первой мировой войны. Узнав о смерти Роберта Грегори, У. Б. Йейтс посвятил ему свои стихотворения «Shepherd and Goatherd», «In Memory of Major Robert Gregory», «An Irish Airman Foresees His Death» и «Reprisals» (последнее им не было опубликовано по просьбе леди Грегори и вышло в свет лишь в 1948 году, уже после смерти их обоих).
Семья Грегори много путешествовала: они посетили Цейлон, Египет, Испанию, Индию, Италию. Во время этих поездок И. Грегори познакомилась с молодым английским поэтом Уилфридом Блантом и влюбилась в него, о чём написала ряд стихотворений — «Женские сонеты», которые впоследствии Блант опубликовал под своим именем. В 1882 году выходит в свет первое произведение И. Грегори, памфлет «Arabi and His Household», посвящённый политическим событиям в Египте. В 1880-х — начале 1890-х годов писательница создаёт серию коротких рассказов и книгу своих детских воспоминаний «Дневник эмигранта» (An Emigrant’s Notebook), которые, впрочем, не были опубликованы. После смерти мужа в 1892 году у И. Грегори вновь возникает интерес к ирландской культуре, языку и фольклору. Она организует преподавание ирландского языка в местной школе, начинает собирать и обрабатывать ирландские сказки и легенды. Как результат этой работы выходит серия книг с рассказами по ирландской истории и мифологии: A Book of Saints and Wonders (1906), The Kiltartan History Book (1909), и The Kiltartan Wonder Book (1910). Грегори записала, обработала и издала ряд легенд на местном, англо-ирландском диалекте, распространённом в окрестностях поместья Кул-парк: Cuchulain of Muirthemne (1902) и Gods and Fighting Men (1904). Предисловие к первой из них написал У. Б. Йейтс. Постепенно, по мере изучения ирландской истории и фольклора, писательница всё сильнее подпадает под влияние ирландского национализма.
В 1899 году леди Грегори, вместе с некоторыми другими литераторами, создаёт Ирландский литературный театр, просуществовавший до 1901 года и закрывшийся ввиду финансовых сложностей. В 1904 году И. Грегори, У. Б. Йейтс, Джон Синг, Джордж У. Расселл, Энни Хорниман, Уильям и Фрэнк Фей организуют Ирландское национальное театральное общество. Общество покупает для своих нужд два здания в Дублине на Мальборо-стрит и Лоуэр-Эбби стрит и создаёт в них ирландский Театр Аббатства, которым леди Грегори руководит до 1928 года. За это время она пишет около 40 драматических произведений для своего театра. В 1919 году Грегори играет на сцене в главной роли в трёх постановках спектакля Cathleen Ni Houlihan.
Через 3 месяца после смерти писательницы (она скончалась в возрасте 80 лет от рака груди) её имущество из имения Кул-парк было распродано с торгов, а само здание, с которым была тесно связана история ирландского литературного возрождения, пришло в полное запустение и в 1941 году было снесено.

## Избранная драматургия
- Twenty Five (1903)
- Spreading the News (1904)
- Kincora: A Play in Three Acts (1905)
- The White Cockade: A Comedy in Three Acts (1905)
- Hyacinth Halvey (1906)
- The Doctor in Spite of Himself (1906)
- The Canavans (1906)
- The Rising of the Moon (1907)
- Dervorgilla (1907)
- The Workhouse Ward (1908)
- The Rogueries of Scapin (1908)
- The Miser (1909)
- Seven Short Plays (1909)
- The Image: A Play in Three Acts (1910)
- The Deliverer (1911)
- Damer’s Gold (1912)
- Irish Folk History Plays (First Series 1912, Second Series 1912)
- McDonough’s Wife (1913)
- The Image and Other Plays (1922)
- The Dragon: A Play in Three Acts (1920)
- The Would-Be Gentleman (1923)
- An Old Woman Remembers (1923)
- The Story Brought by Brigit: A Passion Play in Three Acts (1924)
- Sancha’s Master (1927)
- Dave (1927)

## Проза и переводы
- Arabi and His Household (1882)
- Over the River (1887)
- A Phantom’s Pilgrimage, or Home Ruin (1893)
- Hrsg., Sir William Gregory, KCMG: An Autobiography (1894)
- Hrsg., Mr Gregory’s Letter-Box 1813-30 (1898)
- Hrsg., Ideals in Ireland: A Collection of Essays written by AE and Others (1901)
- Cuchulain of Muirthemne: The Story of the Men of the Red Branch of Ulster arranged and put into English by Lady Gregory (1902)
- Ulster (1902)
- Poets and Dreamers: Studies and Translations from the Irish (1903)
- Gods and Fighting Men (1904)
- A Book of Saints and Wonders, put down here by Lady Gregory, according to the Old Writings and the Memory of the People of Ireland (1906)
- The Kiltartan History Book (1909)
- A Book of Saints and Wonders (1906)
- Our Irish Theatre: A Chapter of Autobiography (1913)
- Kiltartan Poetry Book, Translations from the Irish (1919)
- Visions and Beliefs in the West of Ireland (1920)
- Hugh Lane’s Life and Achievement, with some account of the Dublin Galleries (1921)
- Case for the Return of Sir Hugh Lane’s Pictures to Dublin (1926)
- Seventy Years (1974).

## Издания на русском языке
- Ирландские сказания // Кельтские мифы / Пер. с англ. Л. И. Володарской. — Екатеринбург: У-Фактория, 2006. — C. 217—489. — (Bibliotheca mythologica). — ISBN 5-9709-0219-5.
- Ирландские легенды и сказания / Пер. с англ. Л. И. Володарской. — М.: Эксмо, 2024. — 384 с. — (Всемирная литература). — ISBN 978-5-04-191919-1.